# Little Accident
Little Accident è un film del 1939 diretto da Charles Lamont.
È una commedia statunitense con Hugh Herbert, Florence Rice e Richard Carlson. È basato sull'opera teatrale del 1928  The Little Accident di Floyd Dell e Thomas Mitchell e sul romanzo  An Unmarried Father di Floyd Dell del 1927.

## Produzione
Il film, diretto da Charles Lamont su una sceneggiatura di Eve Greene, Paul Yawitz con il soggetto di Floyd Dell e Thomas Mitchell (autori della commedia teatrale), fu prodotto dallo stesso Lamont per la Universal Pictures e girato negli Universal Studios a Universal City, California, nel settembre del 1939.

## Distribuzione
Il film fu distribuito negli Stati Uniti dal 27 ottobre 1939 al cinema dalla Universal Pictures.
Altre distribuzioni:
- in Svezia il 15 aprile 1940 (En liten olycka)
- in Danimarca il 1º settembre 1941 (Et lille Fejltrin)
- in Portogallo il 12 novembre 1941 (Quem se Mete com Crianças)